# アンダルシア人

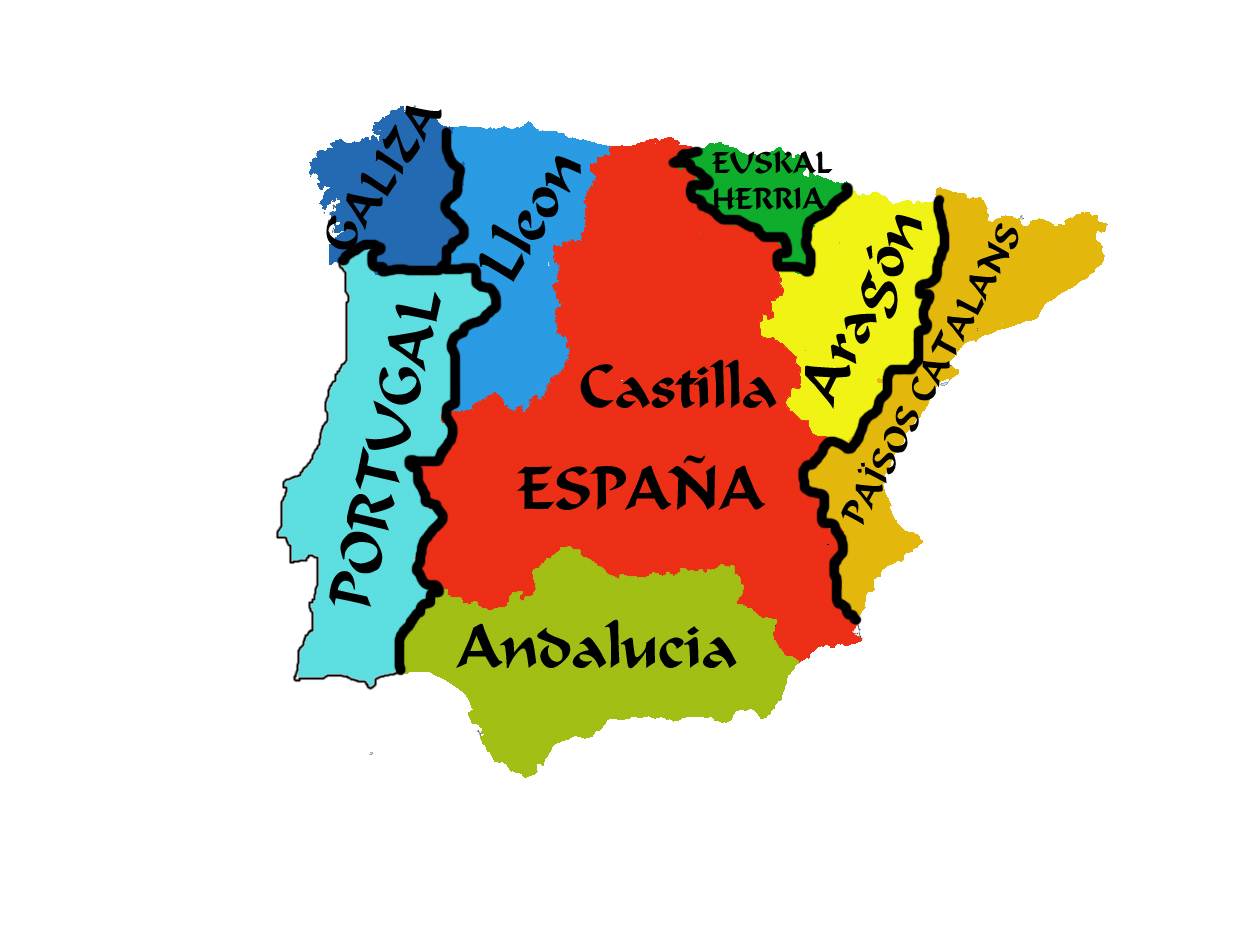
分離主義者が主張するイベリア半島の民族分布。この論に立つ場合、スペイン人は諸民族の大部分を統合する概念となる。

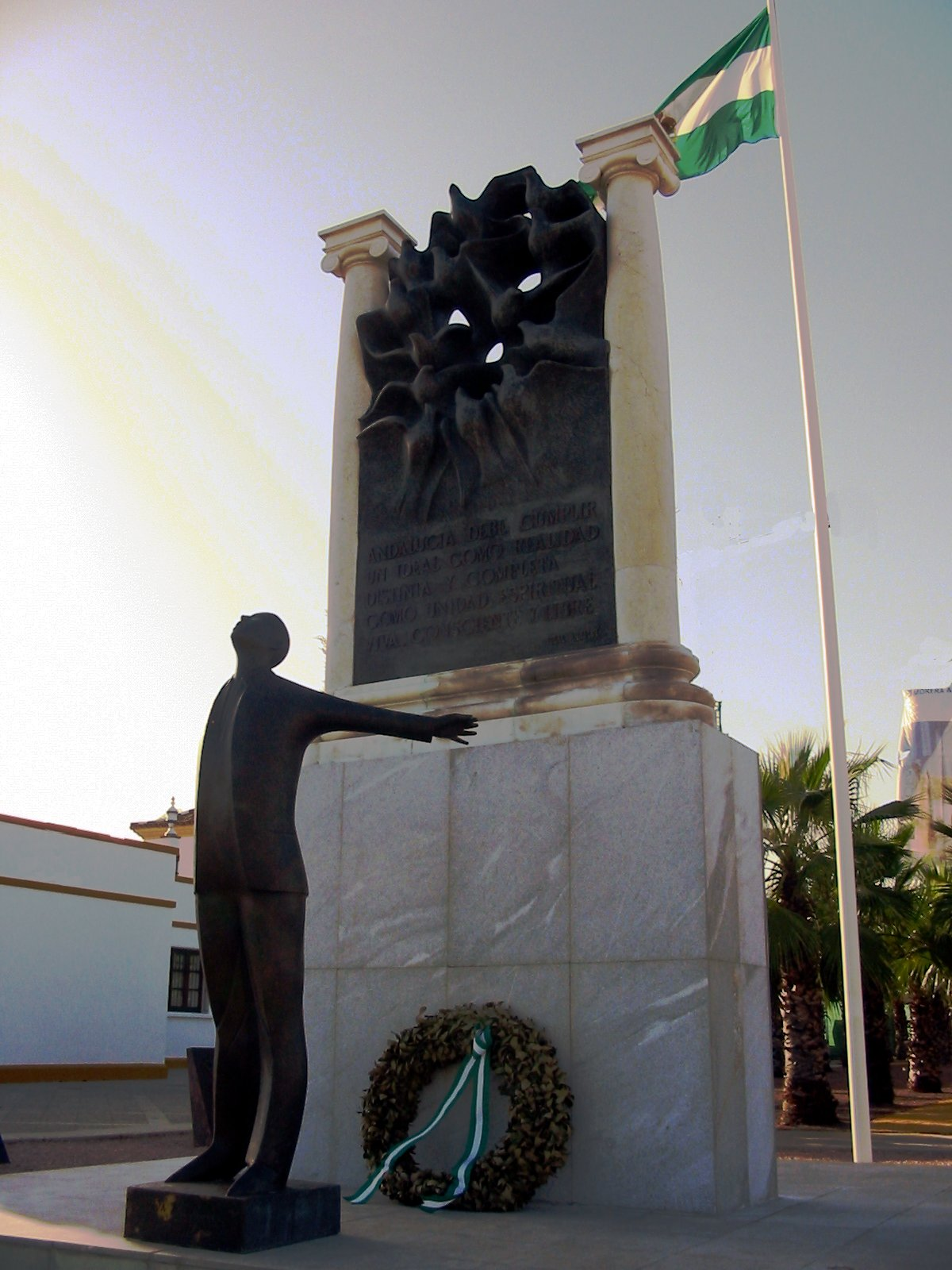
アンダルシア人の「国父」、歴史学者ブラス・インファンテの銅像。彼の功績と殉死を示したオブジェの傍にはアンダルシア旗が立てられている。

アンダルシア人 (Andalusian people) は、インド・ヨーロッパ語族に属するエスニックグループで、イベリア半島のアンダルシア地方に分布する。
彼らが民族なのかカスティーリャ人の一勢力なのかは議論が続けられており、取り分けアンダルシア方言を言語とするかどうかについて激しい意見が交わされている。大多数のアンダルシア住民は、他のカスティーリャ人と異なる帰属心を抱いている。

## ギャラリー

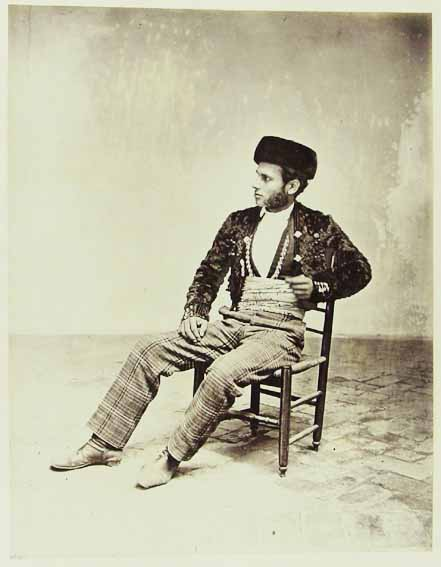
アンダルシア人の伝統的なはきもの、マジョ
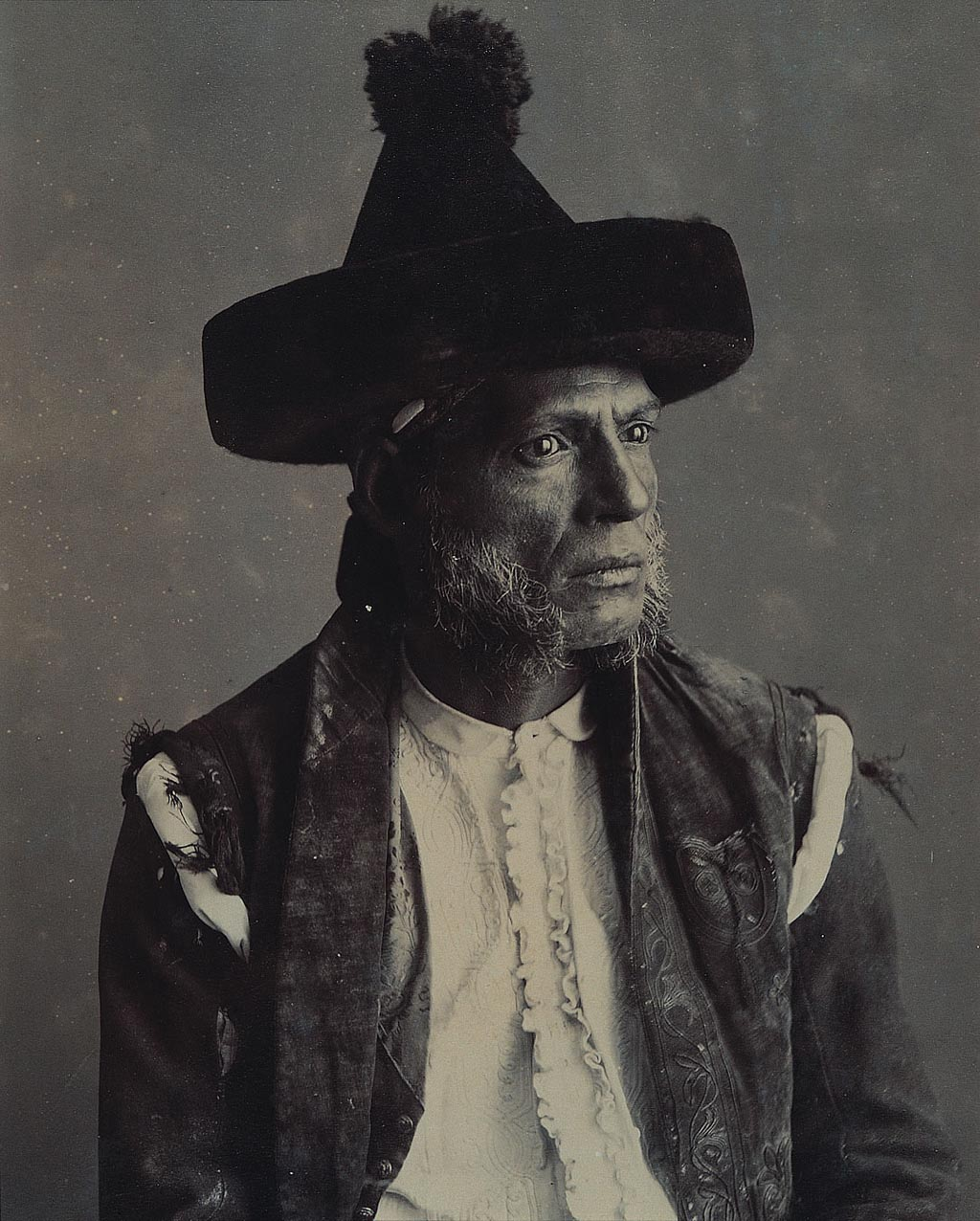
アンダルシア人の帽子、ソンブレロ
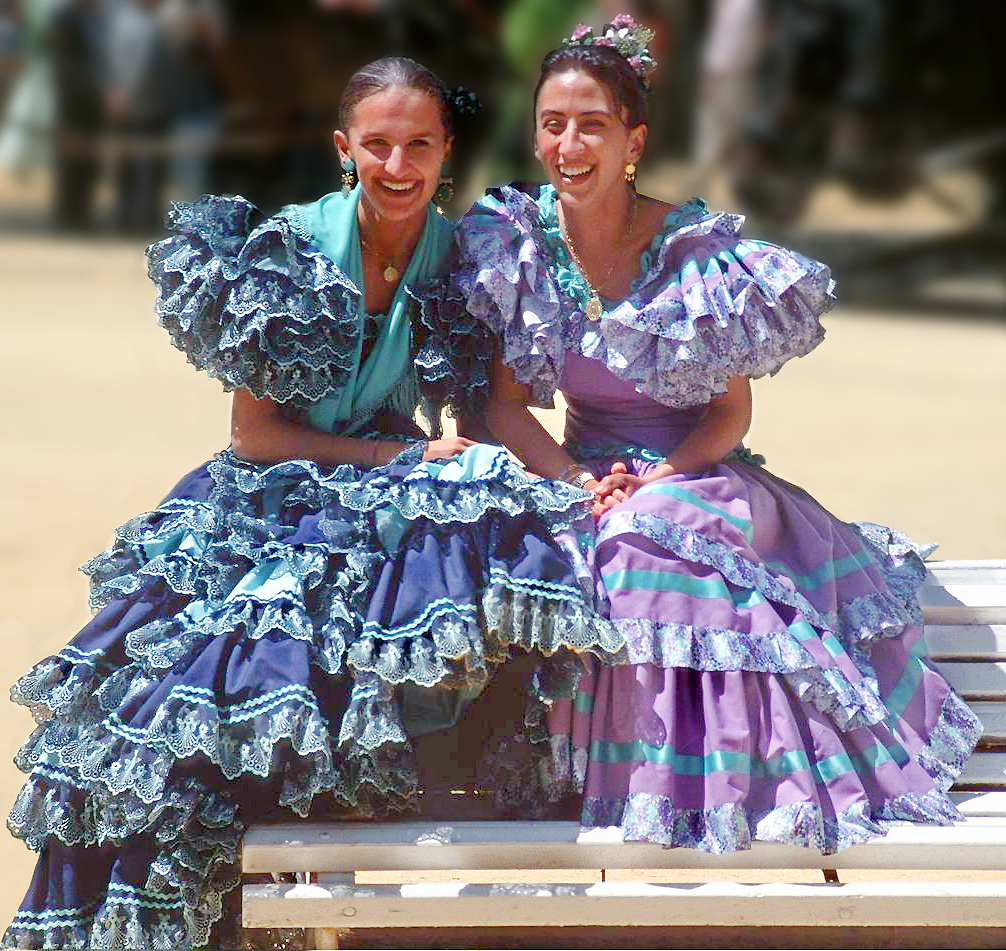
アンダルシアの女性ダンサー